# Húnaþing vestra
Húnaþing vestra – gmina w północno-zachodniej Islandii, w regionie Norðurland vestra, położona nad zatoką Húnaflói. Wody tej zatoki wcinają się w trzema fiordami: Hrútafjörður, Miðfjörður i Húnafjörður. Gmina obejmuje dwa półwyspy wcinające się w tę zatokę: większy Vatnsnes i mniejszy Heggstaðanes. W północno-wschodniej części gminy znajdują się dwa większe jeziora Vesturhópsvatn i Sigriðarstaðavatn. W granicach gminy znajduje się również zachodnia część laguny Hóp. Południowa część gminy obejmuje wyżynny obszar Arnarvatnsheiði o wysokości 400–600 m n.p.m. z licznymi terenami podmokłymi i jeziorami. Szczyty górskie powyżej 900 m n.p.m. znaleźć można w północnej części gminy, m.in. na półwyspie Vatnsnes. 

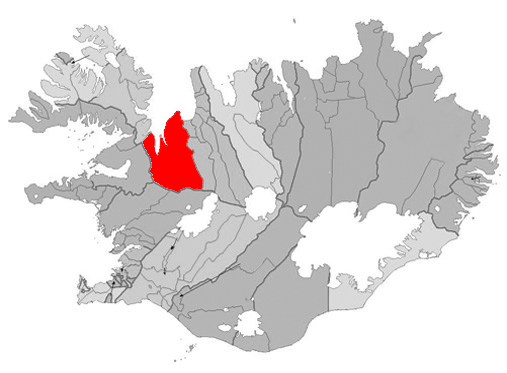
Położenie gminy Húnaþing vestra na mapie administracyjnej kraju

Gmina powstała w 1998 roku z połączenia gmin: Staðarhreppur, Fremri Torfustaðahreppur, Ytri Torfustaðahreppur, Hvammstangahreppur, Kirkjuhvammshreppur, Þverárhreppur i Þorkelshólshreppur.
Gminę zamieszkuje blisko 1,2 tys. osób (2018). Z tego blisko połowa w siedzibie gminy Hvammstangi (578 mieszk.), położonej na brzegu fjordu Miðfjörður. Jedyną większą osadą jest jeszcze Laugarbakki (57 mieszk.), koło której przebiega droga krajowa nr 1.
Atrakcjami turystycznymi gminy są m.in.: 
- kanion Kolugljúfur,
- skały Borgarvirki,
- skała Hvítserkur.